# محوطه شور یری
محوطه شور یری مربوط به قرو ن میانه دوران‌های تاریخی پس از اسلام است و در شهرستان ملکان، بخش مرکزی، دهستان گاودول غربی، جنوب غرب روستای احمدآباد واقع شده و این اثر در تاریخ ۲۷ بهمن ۱۳۸۷ با شمارهٔ ثبت ۲۴۷۶۷ به‌عنوان یکی از آثار ملی ایران به ثبت رسیده است.